# Myszarka pamirska
Myszarka pamirska (Apodemus pallipes) – gatunek gryzonia z rodziny myszowatych (Muridae), występujący w Azji Środkowej i Południowej. 

## Systematyka
Takson po raz pierwszy opisany naukowo w 1900 roku przez G. Barret-Hamiltona, pierwotnie jako podgatunek myszarki zaroślowej (A. sylvaticus, wcześniej Mus sylvaticus), później połączona w jeden gatunek z myszarką zielną (A. uralensis). Myszarka pamirska i zielna są filogenetycznie bliskie, lecz pierwsza jest większa, ma bledszy grzbiet i więcej bieli na brzuchu. Gatunki te współwystępują w Pamirze, A. pallipes jest spotykana dalej na południe. Zasięg myszarki pamirskiej marginalnie zachodzi na zasięg myszarki himalajskiej (A. gurkha), lecz pierwsza występuje przeważnie na większych wysokościach. W Kaszmirze jest sympatryczna z myszarką kaszmirską (A. rusiges); jest mniejsza od wspomnianych dwóch górskich gatunków myszarek. Jest bardzo podobna do myszarki stepowej (A. witherbyi).

## Biologia
Myszarka pamirska żyje górach Pamiru w Tadżykistanie i południowym Kirgistanie, w Hindukuszu i przyległych górach i wyżynach Afganistanu, w północnym Pakistanie i Indiach (na spornych terenach Dżammu i Kaszmiru) i dalej wzdłuż Himalajów po Nepal i prawdopodobnie Tybet (Chiny). Jest to gatunek górski, występuje na wysokościach od 1465 do 3965 m n.p.m., przeważnie powyżej 2440 m n.p.m. Zamieszkuje górskie lasy iglaste i lasy rododendronów.
Zwierzę to ma grzbiet od bladobrązowego do brązowo-szarego, stronę brzuszną biało-szarą lub białą, bez plamy na piersi. Ogon ma długość równą lub większą od reszty ciała, rzadko osiąga 117 mm u dorosłych (u większości długość mieści się w zakresie 100-110 mm). Długość czaszki rzadko przekracza 27 mm; rząd zębów trzonowych ma długość 3,6-4,0 mm (najczęściej 3,8 mm).

## Populacja
Myszarka pamirska występuje na dużym obszarze, niewiele wiadomo o jej populacji, ale przypuszczalnie ma dużą liczebność. Nie wiadomo czy występuje w obszarach chronionych. Nie są znane większe zagrożenia dla gatunku i jest on uznawany za gatunek najmniejszej troski, ale Międzynarodowa Unia Ochrony Przyrody zaleca dalsze badania nad rozmieszczeniem geograficznym, liczebnością, historią i zagrożeniami.